# Piktensteine von Dyce
Die Piktensteine von Dyce befinden sich in der Ruine der St Fergus’s Church auf einer Klippe an der Südseite des Flusses Don. Die St.-Fergus-Kapelle stammt aus dem 13. Jahrhundert, das heutige Aussehen verdankt sie späteren Umbauten. Dyce (schottisch-gälisch Deis) ist ein Vorort von Aberdeen in Schottland. Die Cross Slab und der Symbolstein sind typische Beispiele für Piktensteine. Sie sind Teil eines Scheduled Monuments, welches die Kirche mit dem umgebenden Friedhof umfasst.

## Dyce 1
Der ältere der beiden, Dyce 1, ist ein Symbolstein der Klasse I aus rosa-rotem Granit. Eingeritzt ist ein Pictish Beast über einem Z-Stab und einer Doppelscheibe. Jede der beiden Scheiben ist mit einem inneren Kreis und einem zentralen Punkt verziert. Die Bedeutung der Muster ist unbekannt. Dyce 1 stammt vermutlich aus dem 6. Jahrhundert.

## Dyce 2
Die spätere Skulptur ist ein Cross Slab der Klasse II aus Granit. Das komplett mit einem Knotenmuster gefüllte Kreuz ist in Relief gemeißelt. Um das Kreuz sind piktische Symbole angeordnet, auf der linken Seite ein Halbmond und ein V-Stab über einem Dreifach-Kreis. Auf der rechten Seite ist ein Spiegel über einer Doppelscheibe und einem Z-Stab zu sehen. Dyce 2 wurde etwa 300 Jahre später als Dyce 1 geschnitzt und stammt aus der Mitte des 9. Jahrhunderts.
Eine für Schottland typische Oghaminschrift, entlang einer geraden Linie, verläuft über die gesamte Länge einer Seite der Cross Slab.